# Aslamidium bolivianum
Aslamidium bolivianum es un coleóptero de la familia Chrysomelidae.
Fue descrita científicamente por primera vez en 2001 por Borowiec & Sassi.